# 裴有庶
裴有庶（越南语：／；1889年—？年），越南阮朝官員。

## 生平
裴有庶是承天府香茶縣安寧總安寧上社（今屬承天順化省順化市香龍坊安寧上村）人，成泰元年（1889年）出生，哥哥裴有庥是同科進士。維新三年（1909年），裴有庶參加承天場鄉試，考中舉人。啟定四年（1919年），會試中格，庭試考中副榜。後任吏部承派、永靈教授。